# Ceuta

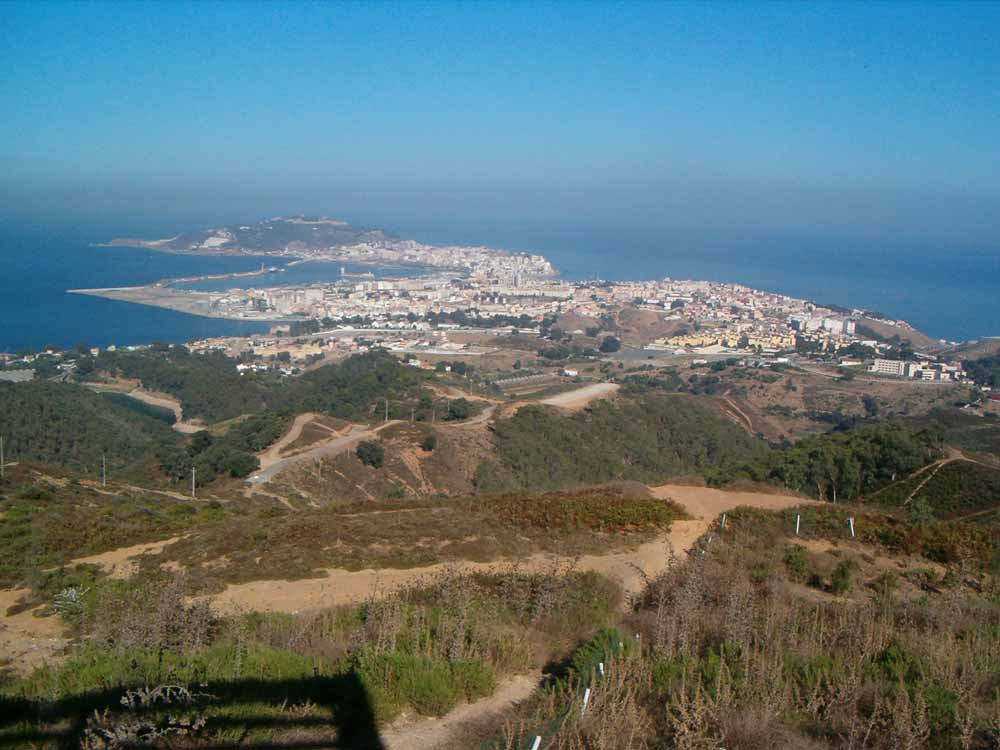
Ceuta

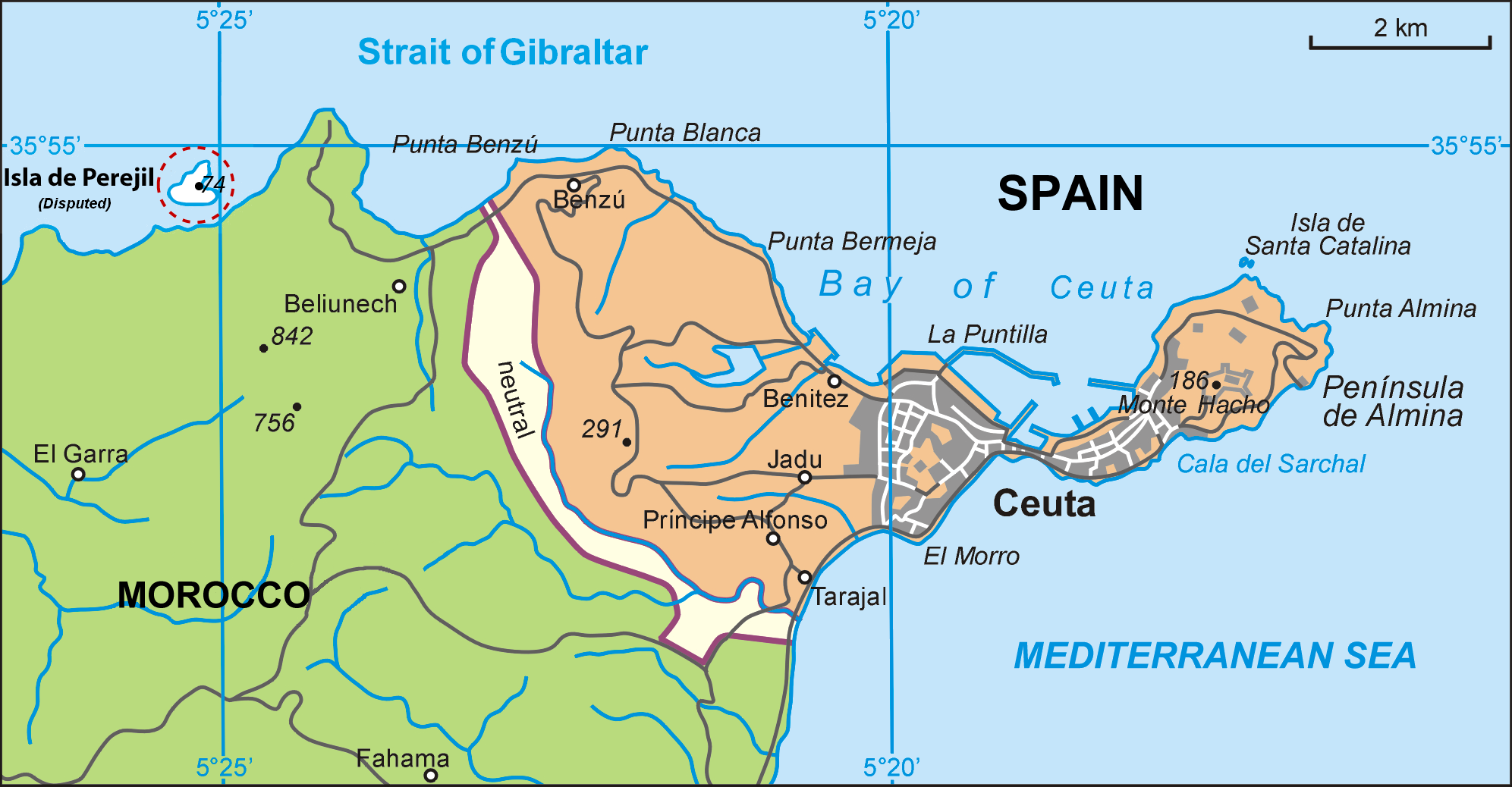
Ceuta

Ceuta (spanska: [ˈsewta, θewta]; arabiska: سَبْتَة) är en spansk stad och exklav vid den nordafrikanska Medelhavskusten. Även Marocko gör anspråk på staden. Den ligger vid Gibraltar sund som skiljer den från det spanska fastlandet och har landgräns mot Marocko. Den har en yta på 28 kvadratkilometer och 86 566 invånare (2022). Ceuta är en Plaza mayor bland de spanska Plazas de soberania.
Näringslivet i exklaven består av fiskeindustri, bryggerier, verkstäder med mera. Staden har en god hamn, och stor färjetrafik med Spanien. Numera är Ceuta mål för många endagsturister som kommer med båtar från bland annat Algeciras i Spanien.
Staden har ett parlament, La Asamblea, med 25 mandat och en valperiod på fyra år. Juan Jesús Vivas Lara är provinspresident. I staden talas spanska, marockansk arabiska (darija) och berberspråket tamazight. De boende är katoliker eller sunnimuslimer. Ceutadagen, den 2 september och dagen för autonomin 14 mars 1995 firas.
Ceuta är en garnisonsstad.

## Historia
Ursprungligen var Ceuta en fenicisk koloni. Vid foten av berget Abyla (nu Monte Hacho), som med den motliggande Gibraltarklippan (Calpe) bildade de så kallade Herkules stoder, grundades senare de romerska kolonierna Ad Abylam och Ad Septem fratres; av den senare har Ceuta sitt namn. Under årens lopp har staden tillhört romare, vandaler, bysantinare, visigoter och araber. Under det arabiska väldet på medeltiden var Ceuta en blomstrande handels- och industristad, där den första pappersfabriken i västerlandet och den första bomullsplanteringen anlades. Portugiserna erövrade det 1415; med Portugal kom det den 18 juli 1580 till spanjorerna, som sedan dess har behållit det. Staden ingick inte i protektoratet Spanska Marocko. Ceuta är därför en del av Spanien och inte en koloni.

## Gränsstaket
Gränsen mellan Ceuta och Marocko skyddas, precis som Melillas gräns, av ett staket (35°52′41″N 5°21′40″V / 35.87806°N 5.36111°V). Staketet är byggt av Spanien för att stoppa illegal invandring och smuggling. Kostnaden för att bygga staketet var 30 miljoner euro och det finansierades delvis av Europeiska unionen. Det består av två parallella staket, vardera tre meter högt med taggtråd längst upp. Staketet är även försett med strålkastare, videokameror och rörelsesensorer.
Marocko har protesterat mot staketbygget eftersom de inte erkänner Ceuta som en spansk provins
I februari 2017 stormades staketet av 700 migranter varvid 11 gränsvakter 11 militärer skadades. Gränsskyddet övermannades och 500 migranter forcerade sin väg in i enklaven. I augusti 2017 stormades gränsen av ett hundratal migranter utrustade med släggor och avbitartänger.
I juli 2018 lyckades 700 migranter ta sig över staketet med hjälp av påkar och hemmagjorda eldkastare, enligt lokal polis i Ceuta. Vid incidenten skadades fler än 100 migranter och 22 gränspoliser. I augusti 2019 stormade afrikanska migranter gränsstaketet med påkar, syraflaskor och krokar varvid 150 tog sig förbi barriären. Dussintals skadade sig på barriärens taggtråd och elva gränsvakter sårades.